# Горноріченськ
Горнорі́ченськ (рос. Горнореченск) — селище у складі Октябрського району Ханти-Мансійського автономного округу Тюменської області, Росія. Входить до складу Каримкарського сільського поселення.
Населення — 163 особи (2010, 241 у 2002).
Національний склад станом на 2002 рік: росіяни — 79 %.
Стара назва — Кеушинський рибний участок.